# Tantilla insulamontana
Tantilla insulamontana là một loài rắn trong họ Rắn nước. Loài này được Wilson & Mena mô tả khoa học đầu tiên năm 1980.